# Шарипово
Шарипово (рус. Шары́пово) град је у Русији у Краснојарској Покрајини. Налази се у Назаровској котлини на реци Кадат која је дио речног басена реке Чулиме. Удаљеност од Краснојарска износи 315 км.
Шарипово је основан 1985, а 1988. је добио статус града. Градски округ се простире на 30 км² и према попису становништва из 2014. у граду је живело 37.842 становника.
Актуелни начелник града (од 2005) је Ана Асанова.

## Становништво
Према прелиминарним подацима са пописа, у граду је 2014. живело 38.561 становника.
| 1959. | 1970. | 1979. | 1989.  | 2002.  | 2010.  | 2014.  |
| ----- | ----- | ----- | ------ | ------ | ------ | ------ |
| 3.329 | 4.463 | 6.178 | 39.771 | 41.532 | 38.561 | 37.842 |